# 張遇祥
张遇祥（？—1861年），字瑞麟，直隶新乐县（今河北省新乐市）人，清朝将领。
张遇祥年仅十五，即能开两石弓。道光十五年（1835年），成武进士，授三等清门侍卫。道光二十一年（1841年），选浙江衢州城守营都司。后调山东，任寿张游击。咸丰二年（1852年）抵御太平天国林凤祥、李开芳北伐军，身先士卒。
咸丰三年（1853年）秋，曹县捻军势起，张遇祥用计擒杀首领陈九千岁等。太平军攻临清，张遇祥率部卒二百人，夜入敌营厮杀，右腿受矛伤，巡抚亲自验看，谕令其归养。然而新抚崇恩却疑其规避，奏参褫职，令解赴山东。张遇祥到营之后，崇恩始知其冤，慰劳备至。当时，金乡、鱼台、嘉祥、费县、钜野、郓城、城武七县均被捻军攻陷，张遇祥召集旧部六百人，自为一队，克复七城，官复原职，因伤势发作，回籍调养。
咸丰十一年（1861年），山东白莲教众联合回、捻北攻直隶，胜保久战无功，于是聘请张遇祥助战。张遇祥招募乡中子弟五百人，星夜驰往，一战败之。胜保南移馆陶，张遇祥率军阻挡敌军渡河，苦战两昼夜，旧伤复发，又中矛数十处，于十一月七日力竭而殁。《清史稿》有傳。

## 延伸阅读
[在维基数据编辑]
 《清史稿·卷492》，出自趙爾巽《清史稿》